# Bärenreiter Praha
Der tschechische Verlag Bärenreiter Praha ist Teil der Bärenreiter-Verlagsgruppe.
Die Anfänge des Musikverlags fallen in die 1940er-Jahre, als durch Verstaatlichung mehrerer Privatverlage der Staatsbetrieb Orbis entstand. Ab 1967 existierte die Firma unter dem Namen Supraphon. 1991 kam es zur Privatisierung, deren Ergebnis die Entstehung von zwei selbstständigen Unternehmen war: Supraphon als Tonträgerproduzent und Editio Supraphon – der traditionell auf  Noten und Musikbücher spezialisierte Verlag, in dessen Eigentum das umfangreiche Noten- und Bücherarchiv des ehemaligen Staatsbetriebs Supraphon übergegangen ist und damit später in das Eigentum der gegenwärtigen Firma Bärenreiter Praha. Nach Beendigung der langwierigen Privatisierung wurde Editio Supraphon vom Bärenreiter-Verlag (Kassel) erworben. Die Zusammenarbeit beider Verlage hatte bereits eine längere Tradition: Die gemeinsame kritische Gesamtausgabe der Werke von Leoš Janáček begann bereits 1978 zu erscheinen. 1999 wurde der tschechische Verlag zum Mitglied der Bärenreiter-Gruppe. Seine Zielsetzung ist vor allem die Publikation von Werken tschechischer Komponisten.
Die Verlagsproduktion von Bärenreiter Praha umfasst die Entwicklung der Musik vom Mittelalter bis zur Gegenwart. Klassische Werke des Konzertrepertoires erscheinen ebenso wie musikpädagogische Werke, des gleichen Ausgaben mit zeitgenössischer Musik und Musikbücher. In Übereinstimmung mit dem Editionsplan der Mutterfirma spezialisiert sich Bärenreiter Praha auf Urtextausgaben für die Praxis. Einen großen Teil der für den tschechischen Markt bestimmten Produktion bilden musikpädagogische Titel. Unter Mitwirkung von 25 Mitarbeitern vertreibt der Verlag eigene Titel und ist gleichzeitig exklusiver Vertrieb der Produkte der Bärenreiter-Gruppe in Zentral- und Osteuropa und Russland.
Die Leihabteilung stellt Aufführungsmateriale für Konzerte und Bühne zur Verfügung. Die Werke stammen sowohl aus eigener Produktion als auch aus den Programmen fremder Verlage (Alkor-Edition Kassel, Boosey & Hawkes, Bote & Bock, DSCH Publishers u. a.).